# Johanna van Abcoude
Johanna van Abcoude (geboren vor 1395; gestorben 10. Januar 1411 in Wijk bij Duurstede) war eine niederländische Adelige, die von ihrem Ehemann aus dem Kloster entführt wurde.

## Leben
Johanna van Abcoude war die Tochter von Willem van Abcoude (ca. 1345–1407) und Maria van Walcourt (gest. 1402). Ihr Vater stammte aus der Familie Zuilen aus Kleve. Er besaß Herrschaftsrechte in einem ausgedehnten Gebiet und Güter in der Nedersticht, darunter Wijk bij Duurstede und Abcoude. Ihre Mutter Maria van Walcourt war Brabanter Adelige und Erbin beträchtlicher Besitztümer in der Nähe von Brüssel. Sie hatte zwei Brüder: Jan, der jung starb, und Gijsbert, der 1407 starb. Ihr Vater Willem hatte zudem acht uneheliche Kinder.
Johanna van Abcoude heiratete standesgemäß um 1395 Jan van Brederode (ca. 1372–1415). Das genaue Datum ist nicht bekannt, überliefert sind zwei Urkunden aus den Jahren 1395 und 1396, in denen Jan van Brederode eine Douarie (Witwengeld) und ein Hochzeitsgeschenk für Johanna van Abcoude festlegte. Die Brederodes gehörten zu den bedeutendsten Familien in Holland, und Jan, der zweite Sohn von Reinoud van Brederode und Johanna van Gennep, war 1390 die Nachfolge seines Vaters als siebter Herr von Brederode angetreten, nachdem sich sein älterer Bruder Dirk den Kartäusern angeschlossen hatte. Vermutlich lebten sie im Schloss der Brederodes in Santpoort. Jan van Brederode war jedoch viel unterwegs. Er kämpfte mit dem Bischof von Utrecht gegen die Drenthe und mit Albrecht von Bayern gegen die Friesen und unternahm eine Pilgerfahrt nach Irland.
Das Paar entschloss sich 1402 für den Eintritt in Klöster. Jan van Brederode übertrug seine Rechte und Besitztümer als Herr von Brederode auf seinen jüngeren Bruder Walraven I. und schloss sich den Kartäusern als Laienbruder in Zeelhem bei Diest an. Johanna van Abcoude trat in das Dominikanerkloster Maria Magdalena in Wijk bij Duurstede ein, das ihr Vater Willem 1398 gegründet hatte und in dem ihre Mutter begraben lag. Die Regeln des Klosters waren streng, die Dominikaner des Zweiten Ordens vermieden den Kontakt mit der Außenwelt so weit wie möglich. Sie widmeten sich dem Chorgebet, kopierten Gebetbücher und verrichteten andere erbauliche Arbeiten. Es dürften für diese Entscheidung mehrere Faktoren eine Rolle gespielt haben. Das Paar hatte keine Kinder und somit keine direkten Erben. Darüber hinaus hatte Jan van Brederode viele Schulden, die er bei seinem Eintritt in das Kloster zusammen mit seinen Besitztümern auf seinen Bruder Walraven übertrug. Aber auch fromme Beweggründe dürften dabei gewesen sein. Zu der Zeit herrschte eine große Frömmigkeit und auch Jans älterer Bruder war bereits einem Kloster beigetreten. Auch Johannas Vater galt als gläubiger Mann.
Nachdem im Jahr 1402 Walraven inhaftiert worden war, konnte er die Schulden seines Bruders nicht mehr bezahlen und im Jahr 1407 starben Johannas Bruder Gijsbert und ihr Vater Willem kurz hintereinander. Da Johanna jedoch als Nonne im Kloster lebte, konnte sie die Besitztümer ihres Vaters nicht erben. Deshalb fielen die Güter der Abcoudes an Johannas Cousin Jacob van Gaasbeek. Die Gläubiger von Jan van Brederode forderten jedoch die Begleichung der Schulden und bedrängten ihn in Zeelhem. So beschloss er, das Kloster zu verlassen und zu versuchen, an das Erbe von Johanna van Abcoude zu kommen. Er bat Papst Gregor XII. um Erlaubnis, dass er und seine Frau in die Welt zurückkehren durften, und erhielt diese auch. Es ist nicht bekannt, ob Johanna bei dieser Wahl konsultiert wurde, aber es ist unwahrscheinlich. Das Maria-Magdalena-Kloster weigerte sich jedenfalls, sie gehen zu lassen. Auch der Prior von Zeelhem lehnte Jans Weggang ab.
Es entstand ein Kampf um das Erbe von Johanna van Abcoude. Jan van Brederode verließ das Kloster im Jahr 1409, in dem Jahr wurde jedoch auch Jacob van Gaasbeek als rechtmäßiger Erbe von Willem van Abcoude anerkannt. Um dennoch das Erbe zu erhalten, marschierte Jan van Brederode im Jahr 1410 mit einer kleinen Armee nach Wijk bij Duurstede und holte seine Frau gewaltsam aus dem Kloster. Dies war natürlich eine schwerwiegende Verletzung der weltlichen und geistlichen Rechte des Utrechter Bischofs Frederik van Blankenheim. Zusammen mit Jacob van Gaasbeek marschierte er mit einer Armee nach Wijk bij Duurstede und nahm Jan gefangen. Er stellte Johanna vor die Wahl, ins Kloster zurückzukehren oder nicht. In einer dominikanischen Chronik aus dem 15. Jahrhundert sagt Johanna bei dieser Gelegenheit: „Der allmächtige Gott bewahre, dass ich jemals die Herrschaft der heiligen Predigtordnung verlasse und zu meinem Herrn in die Welt zurückkehre. Mein Herr und Ehemann tut, was er will, […] aber ich entscheide mich, in mein Kloster zurückzukehren, das ich verlassen musste“.
Ein Jahr später starb Johanna im Kloster und wurde mit ihren Eltern und ihrem Bruder beigesetzt. Nach seiner Entlassung aus der Gefangenschaft suchte Jan van Brederode sein Glück auf dem Schlachtfeld. Er wurde 1415 in der Schlacht von Agincourt getötet.